# Чехович, Константин Александрович
Константин Александрович Чехович (8 сентября 1918, Одесса — 1997) — советский партизан, самостоятельно подготовивший и осуществивший взрыв в кинотеатре города Порхова 13 ноября 1943 года. При взрыве погибло 760 немецких военнослужащих-оккупантов, в том числе 2 генерала и свыше 40 офицеров. Почётный гражданин Порхова.

## Биография
Окончил Одесский индустриальный институт.
На воинской службе с 1939 года.

### Подвиг партизана
Константин Чехович — организатор одной из крупнейших партизанских диверсий, организованных в годы Великой Отечественной войны.
Константин Чехович, одессит, окончил Одесский индустриальный институт, работал по распределению в Горловке на Коксохимзаводе № 3 заместителем начальника электроотдела. Отсюда Ворошиловским райвоенкоматом призван в Красную Армию. С сентября 1939 года служил в 94-м Отдельном стрелковом батальоне 10-й стрелковой дивизии в местечке Годутишки в Западной Белоруссии, с ноября 1940 года — в 62-м стрелковом полку 10-й стрелковой дивизии в должности командира взвода сапёров, который дислоцировался в городе Кретинга Литовской ССР. В начале 1941 года Константин Чехович стал кандидатом в члены ВКП(б).
В начале августа 1941 года Константин Чехович в составе диверсионной группы из пяти человек направлен в тыл врага, но она попала в засаду фашистов при переходе через линию фронта. 11 августа Чехович, контуженный, попал в плен и направлен в лагерь для военнопленных, откуда сбежал 23 августа. Он тайно вышел на связь с партизанами 7-й Ленинградской бригады, получил задание внедриться в Порхове к немцам для диверсионной работы.
В Порхове познакомился с Евдокией Васильевой, у которой снимал комнату, вскоре она стала женой Константина. У них родился сын — Олег. Чехович подрабатывал починкой часов и, выполняя задание партизанского командования, добился того, что немцы приняли его электриком на местную электростанцию. Позже он устроился администратором в кинотеатр.
Партизаны активно действовали на территории Порховского, Дедовичского, Дновского, Новоржевского районов. Но Константин Чехович пребывал в глубокой конспирации: его готовили для очень серьёзной операции. Командование 7-й Ленинградской бригады планировало взорвать в Порхове электростанцию или железнодорожный мост. Исполнителем был назначен Константин Чехович. Чехович предложил заместителю начальника особого отдела 7-й Ленинградской партизанской бригады Михаилу Малахову и бригадному комиссару Александру Майорову, с которыми встретился в доме своей тёщи в деревне Радилово, взорвать кинотеатр. Константину удалось скрытно пронести в здание 64 килограмма взрывчатки (тола), в этом ему помогала юная Евгения Михайлова, устроившаяся в кинотеатр уборщицей.
13 ноября 1943 года в 20 часов взрыв был произведён, обрушились крыша и все три этажа кинотеатра в Порхове, при этом погибло более 700 немецких солдат, 40 офицеров и два генерала. Невинные люди не пострадали.
Старший лейтенант Константин Чехович был представлен к званию Героя Советского Союза, но по каким-то причинам это награждение не состоялось. В 7-й Ленинградской партизанской бригаде коммуниста Чеховича вскоре назначают начальником штаба 2-го партизанского отряда, который за несколько месяцев пустил под откос 49 эшелонов, взорвал 4 железнодорожных и 9 шоссейных мостов, уничтожил до 40 км связи противника и до 3500 гитлеровцев. После соединения в марте 1944 года с частями РККА его отряд был направлен в Ленинград.

### В мирное время
После войны Константин Чехович работал в Управлении строительно-восстановительных работ Октябрьской железной дороги. Затем с семьёй переехал в Одессу, работал заместителем председателя Ильичёвского райисполкома, секретарём Велико-Михайловского райкома партии, начальником цеха Одесского механического завода .

## Память
13 ноября 2013 года в городе Порхове Чеховичу была открыта памятная доска. Право открытия было предоставлено дочери и внучке героя, которые ради этого события приехали из Одессы. Надежда Чехович поблагодарила порховичей за память об отце.
11 января 2014 года в Пскове состоялось совещание первых секретарей горкомов и райкомов КПРФ Псковской области. Коммунисты-депутаты предложили присвоить звание Героя России (посмертно) Константину Чеховичу.